# 東海號列車
東海（日语： Tōkai */?）號列車是東日本旅客鐵道（JR東日本）和東海旅客鐵道（JR東海）運行於東京站至靜岡站之間的特別急行列車（曾經為準急和急行列車），途經東海道本線。
本條目將會記載過往運行於東京站至名古屋站之間之優等列車變遷。

## 概要
在1955年7月20日，來往東京站至名古屋站之間的準急「東海」開始運行。在1959年9月，開設準急「新東海」號列車，為「東海」的輔助列車。在1961年10月，「新東海」提升速度，更變為特急「大鳥」。在「東海」最鼎盛時期，設有日間6往返班次和夜行1往返班次，共7往返班次。
在1966年3月，「東海」升級至急行列車。在1972年3月，所有「東海」列車班次統一來往東京站至靜岡站之間。在1996年3月，「東海」升級至特急列車。「東海」為少數其運輸區間與新幹線並行的優等列車。而「東海」是擔當輔助東海道新幹線的角色，提供在沒有新幹線車站的車站之間不用轉乘新幹線列車的服務。最終在2007年3月，由於客量減少使列車廢止。

## 運行狀況
在列車廢止前，在早上和黃昏各設有1往返班次，共有2往返班次。列車編號為3XM（X為「東海」班次編號）。
在東京站至三島站之間，與「踴子」的時段前後運行。但是「踴子」通過平塚站，「東海」則停站。
在特急費用方面，若在東京站至熱海站之間以內使用「東海」列車，會與使用「踴子」的列車同樣，需支付JR東日本B特急費用。在東京站至熱海站各站至三島站之間，需支付JR東海B特急費用，其他情況則支付A特急費用。但是，在三島站或沼津站至靜岡站之間，使用自由席的情況下，只需支付特定特急費用950日圓，與同區間的東海道新幹線自由席費用相同價格。

### 停車站
東京站－品川站－川崎站－橫濱站－大船站－平塚站－小田原站－湯河原站－熱海站－三島站－沼津站－富士站－清水站 - 靜岡站
急行時期的停車站(不同列車與不同時期的停車站會有所相異）　
東京站－新橋站(只限上行)－品川站－川崎站－橫濱站－大船站－藤澤站－平塚站－國府津站－小田原站－湯河原站－熱海站－函南站－三島站－沼津站－吉原站－富士站－新蒲原站－蒲原站－清水站－靜岡站

### 使用車輛及編成
「東海」是使用由JR東海靜岡車輛區所屬的373系6卡編成（2編成結併）。設有2卡指定席車廂，沒有綠色車廂。1、2號車廂為座位指定席（1號車為禁煙車廂，2號為吸煙車廂），其他（3至6號車廂）為自由席（除5號車廂外禁煙）。
此外，JR東海使用闊景（Wide View）車輛，與「飛驒」「信濃」一樣，在市面上的時間表中會以「（ワイドビュー）東海」標示。

## 東京至名古屋之間的優等列車變遷

### 戰前
- 1940年（昭和15年）10月1日：開設來往東京站至名古屋站之間的急行1041、1040列車。
  - 當時東海道本線的急行列車均為來往東京至關西、山陽地區的長距離列車，此急行是由準急列車（現時相當於快速列車）升級而成。此列車在當時所有優等列車來說是比較短距離的。此列車沒有連結餐車。此外，來往東京站至名古屋站之間的所需時間為，下行6小時45分，上行6小時35分。
- 1942年（昭和17年）11月15日：急行1041、1040列車改列車編號為125、126列車。
- 1943年（昭和18年）2月1日：急行125、126列車廢止。

### 東名之間準急「東海」與周邊列車群
- 1949年（昭和24年）9月15日：開設東京站至名古屋站之間的夜行準急31、32列車。
  - 在戰後，開設了需要額外費用的準急列車，為優等列車的一種。此列車比急行列車在速度、設備上較次一等，但是額外費用則較平宜。
- 1950年（昭和25年）10月1日：31、32列車升級為夜行急行列車，並延長至來往東京站至湊町站（現時為JR難波站）或鳥羽站之間，途經關西本線。在翌年11月，該列車命名為「大和」（日语：／）。由於東海道線內的客量較多，由於列車編成中，約半數車廂只行走於東京站至名古屋站之間。
- 1955年（昭和30年）7月20日：開設東京站至名古屋站之間的準急列車「東海」。
  - 當初一列列車設有1卡二等車廂（現時為綠色車廂），9卡三等車廂（現時為普通車廂（日语：普通車_(鉄道車両)）），共10卡編成。並與「伊勢」、「大和」在東京站至名古屋站之間連結的車輛共用。
- 1957年（昭和32年）10月1日：使用客車運行的「東海」改由屬大垣電車區（現時為大垣車輛區（日语：大垣車両区））的80系300番台電動列車（二等車部分使用0番台）運行。同時增加2卡二等車廂，和增加3往返班次。除了上行2班外，均延長至大垣站。
  - 此時為試行電動列車運行超過300公里。
  - 此外，列車名稱以「東海1號」「東海2號」等，以「○○號」區分班次。在此之前在同一區間運行的列車，為了錯誤發售指定席車票，在早、午、黃昏出發的列車的愛稱名稱會有不同。以號數區分為首次在「東海」使用。
- 1957年（昭和32年）12月23日至1958年（昭和33年）1月15日：開設下行從東京站往名古屋站，上行從大垣站往東京站之間的臨時夜行準急列車，只設有1往返班次，並沒有設定愛稱。該列車為現時不定期快速「月光長良號列車」的始祖。
- 1958年（昭和33年）10月1日：實施時間表修正
  1. 「東海」增加1往返班次來往東京站至名古屋站之間。
  2. 上行「東海1號」改從大垣站出發，下行「東海3號」在名古屋站至大垣站之間為普通列車。
- 1958年（昭和33年）11月1日至1959年（昭和34年）4月：「東海」陸續更換新型車輛91系→153系（日语：国鉄153系電車），並以12卡編成增加運送量
- 1959年（昭和34年）9月22日：作出以下變更：
  1. 新設「東海」的輔助列車
    1. 來往東京站至名古屋站之間的準急「新東海」（日语：／），為全車座位指定席（日语：座席指定席）
      - 「新東海」與「東海」一樣使用12卡編成。

    2. 來往東京站至濱松站之間的準急「濱名」
      - 「濱名」使用田町電車區（現時：東京綜合車輛中心田町中心（日语：田町車両センター））的153系10卡編成。
- 1960年（昭和35年）
  - 4月1日：開設來往東京站至靜岡站之間（上行以品川站為終點站）的度假臨時準急「日本平」。
  - 6月1日：實施時間表修正
    1. 開設來往東京站至大垣站之間的修學旅行列車「駒鳥」和臨時準急「長良」，在「駒鳥」暫停服務的日子，便「長良」行走。
    2. 開設沼津站至名古屋站之間的準急「駿河」
      - 以上三列車的車輛起使用田町電車區的153系10卡編成列車。與同期新設的急行「攝津」和準急「比叡」的1往返班次共同使用。

    3. 下行「新東海」，上行「東海2號」起延長至大垣站，在名古屋站至大垣站之間為普通列車。
- 1961年（昭和36年）
  - 3月1日：「駿河」使用車輛，改為宮原電車區（現時為網干綜合車輛所宮原分所）153系10卡編成（使用「鷲羽」的編成），在編成中1卡改為頭等車廂。與「比叡」「鷲羽」共同使用。
  - 10月1日：實施名為「3·6·10（日语：サンロクトオ）」的全國大規模時間表修正
    1. 「新東海」提升速度，更變為特急「大鳥」
      - 下行在東京站至大阪站之間的特急列車群出發過後，以及上行在大阪站出發的特急到達的時間帶中，開設東京站至名古屋站之間的首列特急列車班次。

    2. 「東海」設有日間6往返班次，夜間1往返班次，共7往返班次。
    3. 「濱名」增加至2往返班次。
      - 但是，由於「東海」「濱名」各1往返班次中，由於車輛還未投入服務，實際在1962年（昭和37年）3月1日開始運行。

    4. 「長良」的列車愛稱，由漢字書寫變為平假名書寫「長良」。
- 1962年（昭和37年）10月1日：「濱名」下行2號、上行1號延長運行區間，在濱松站至豐橋站之間為普通列車。
- 1963年（昭和38年）10月1日：與「東海」共同使用的「鷲羽」中，增加2卡165系，使「駿河」和「鷲羽」以同時增至12卡編成。「東海」下行6號、上行2號延長運行區間，在名古屋站至大垣站之間為普通列車。

### 新幹線開業後的「東海」與周邊列車群
- 1964年（昭和39年）10月1日：東海道新幹線開業，實施時間表修正
  1. 特急「大鳥」廢止。
    - 在「大鳥」廢止後，「大鳥」名稱改為來往函館站至網走站或釧路站之間的特急（為「鄂霍次克」、「大空」、北斗的前身）列車愛稱。

  2. 「東海」日間1往返班次廢止。
- 1965年（昭和40年）
  - 4月：「東海」連結的頭等車廂改用設有可調節的躺椅的Sero 152形車輛。
  - 10月1日 實施時間表修正
    1. 「東海」日間、夜行各1往返班次，以及「濱名」「長良」廢止。使「東海」只剩下日間4往返班次。
      - 「長良」在廢止後，在未設有「大垣夜行」前設有臨時夜行急行「長良3號」。

    2. 「駿河」改為來往修善寺站（伊豆箱根鐵道駿豆線）經三島站至大垣站之間，並降級為臨時準急。但是，此臨時列車實際上毎日運行。當時，「駿河」的車輛改由大垣電車區管理，不再與「鷲羽」共用車輛。
- 1966年（昭和41年）
  - 3月5日：在當日起國鐵設立制度，在運行距離超過100公里的準急列車需全部升級至急行列車，「東海」「駿河」「日本平」均升級為急行列車。
  - 3月25日：「駿河」再設定為定期列車，並改名為「中伊豆」。
  - 9月25日：「日本平」廢止。

### 急行「御殿場」登場與「東海」
- 1968年（昭和43年）
  - 2月：「東海」的頭等車改用設有空調設備的Sero165形（日语：国鉄165系電車#サロ165形）。
  - 4月27日：開設來往東京站至御殿場站之間的急行「御殿場」，設有下行4班，上行3班。
    - 「御殿場」使用165系3卡編成（13至15號車），當中下行4號（在星期六班次）全部車廂為座位指定席，其他列車則1卡部車廂為座位指定席。東京站至國府津站之間與「東海」號列車，東京站至伊豆急下田站之間與急行「伊豆」結併。
    - 此外，過往急行均通過國府津站。因此為了在國府津站結併或分離車廂，來往東京站至熱海站之間的運行時間表上作出調整。

  - 10月1日：實施名為「4·3·10（日语：ヨンサントオ）」的全國大規模時間表修正：
    1. 「東海」下行2、3號，上行2、4號的運行區間縮短至來往東京站至靜岡站之間。在改正後，來往東京站至名古屋站、大垣站之間各設有1往返班次，來往東京站至靜岡站之間設有2往返班次。
    2. 「中伊豆」降級為臨時列車，並改名為「修善寺」（後來廢止）。
    3. 以往設有東京站至大阪站之間運行的夜行客車普通列車1往返班次，該列車在此修正後成為臨時夜行急行列車「長良3號」。並同時新設定期列車，來往東京站至大垣站之夜行普通列車（通稱：大垣夜行）。
    4. 「東海」的頭等車改用設有空調設備的Sero163形（日语：国鉄165系電車#サロ165形）。
- 1970年（昭和45年）10月1日：「御殿場」的指定席廢止，全部車廂為自由席。
- 1971年（昭和46年）2月1日：「御殿場」的下行3號、上行1號列車成為定期列車，只於星期六運行的下行4號班次廢止。使設有定期2往返班次、季節額外設有1往返班次。
- 1972年（昭和47年）3月15日：「東海」所有班次均來往東京站至靜岡站之間。以後，新幹線於上午設有工程而暫停服務時，「東海」將設有上行臨時列車行駛靜岡站以西的區間。
- 1973年（昭和48年）4月1日：由於進行東北新幹線在東京站內進行的工程，「東海」「御殿場」下行2號班次改從品川站出發。
- 1975年（昭和50年）3月10日：「東海」的編成內開始連結155系（日语：国鉄155系電車）[2]。
- 1976年（昭和51年）2月25日：當日進行「新幹線回復青春工程」，東海道新幹線半日暫停服務，開始代行臨時列車「東海」，於東海道本線上行運行。隨後在每逢工程日時運行，直至1982年工程完成。此外，當時的使用車輛為大垣電車區159系（日语：国鉄155系電車）與田町電車區155系。
- 1980年（昭和55年）10月1日：實施時間表修正
  1. 「東海」的2往返班次，「御殿場」的1往返班次廢止。
  2. 「東海」不再使用155系（日语：国鉄155系電車）的編成[2]。

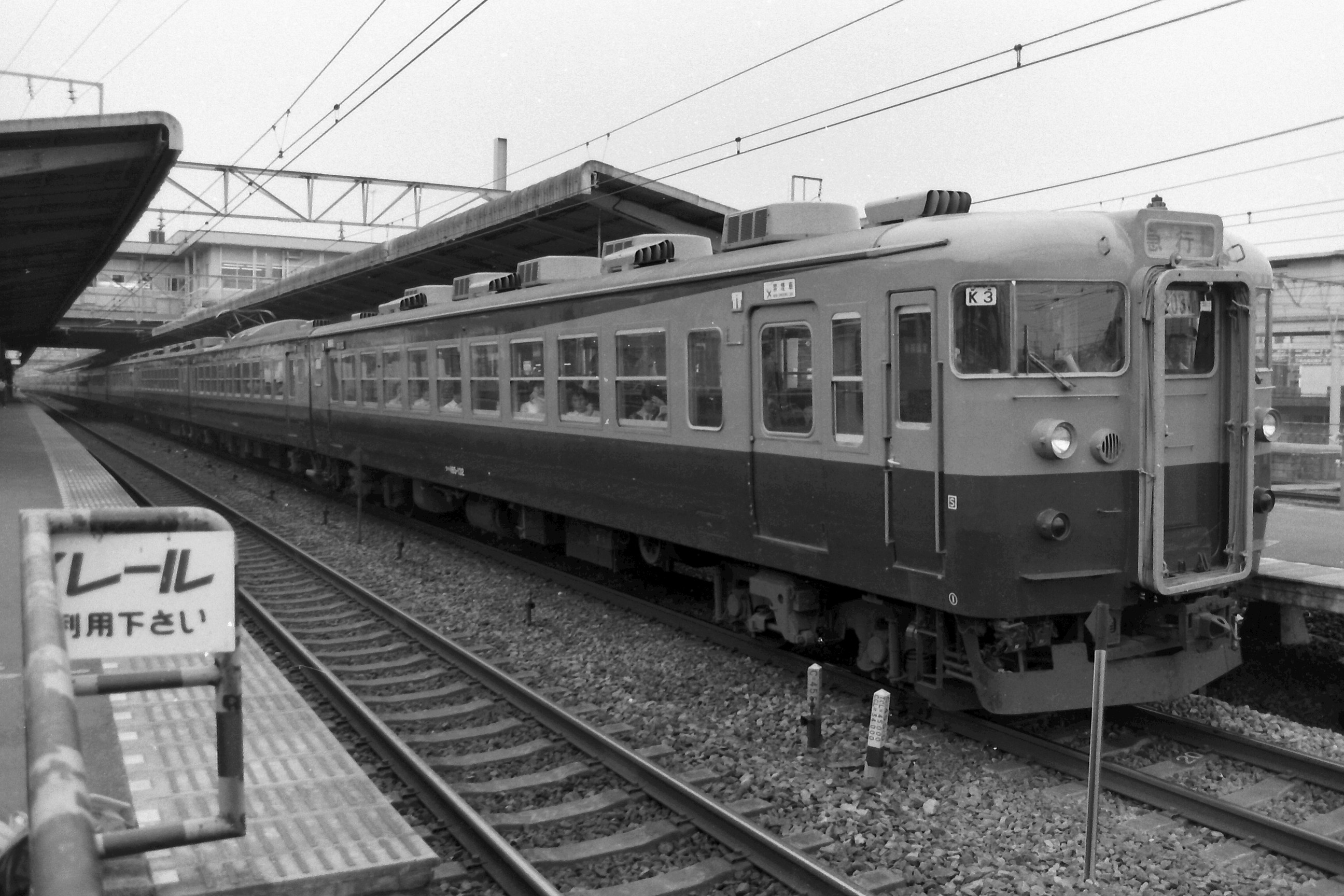
165系電動列車和167系電動列車運行急行「東海、御殿場」16卡編成

- 1981年（昭和56年）10月1日：「東海」4號延長至濱松站，在濱松站至靜岡站之間為普通列車。同時，急行「御殿場」使用167系4卡編成，在東京站至國府津站之間，「御殿場」與「東海」結併運輸的列車以16卡編成，在在來線旅客列車來說是最長的編成。
  - 此外，在使用80系電動列車以來，湘南電車均以15卡編成，另外增加1卡行李電動車廂（日语：荷物車），共設有16卡編成，但上述列車不是16卡所有車廂均為旅客車。
- 1982年（昭和57年）11月15日：「東海」所有班次均使用165系運行。
  - 但是，在部分檢査時期，在1983年2月前，仍會使用Moha 153, 152-1, 159，以及Seha 153-210, 212的153系運行。
- 1985年（昭和60年）3月14日：急行「御殿場」廢止。
- 1986年（昭和61年）11月1日：「東海」4號的改回靜岡站出發，並由12卡編成改為11卡編成。
- 1989年（平成元年）3月11日：「東海」車輛由大垣電車區改變為靜岡車輛所（日语：静岡車両区）。
- 1992年（平成4年）3月14日：除「東海」4號列車到達東京執行大垣夜行的班次外，所有班次起從11卡編成變為8卡編成。

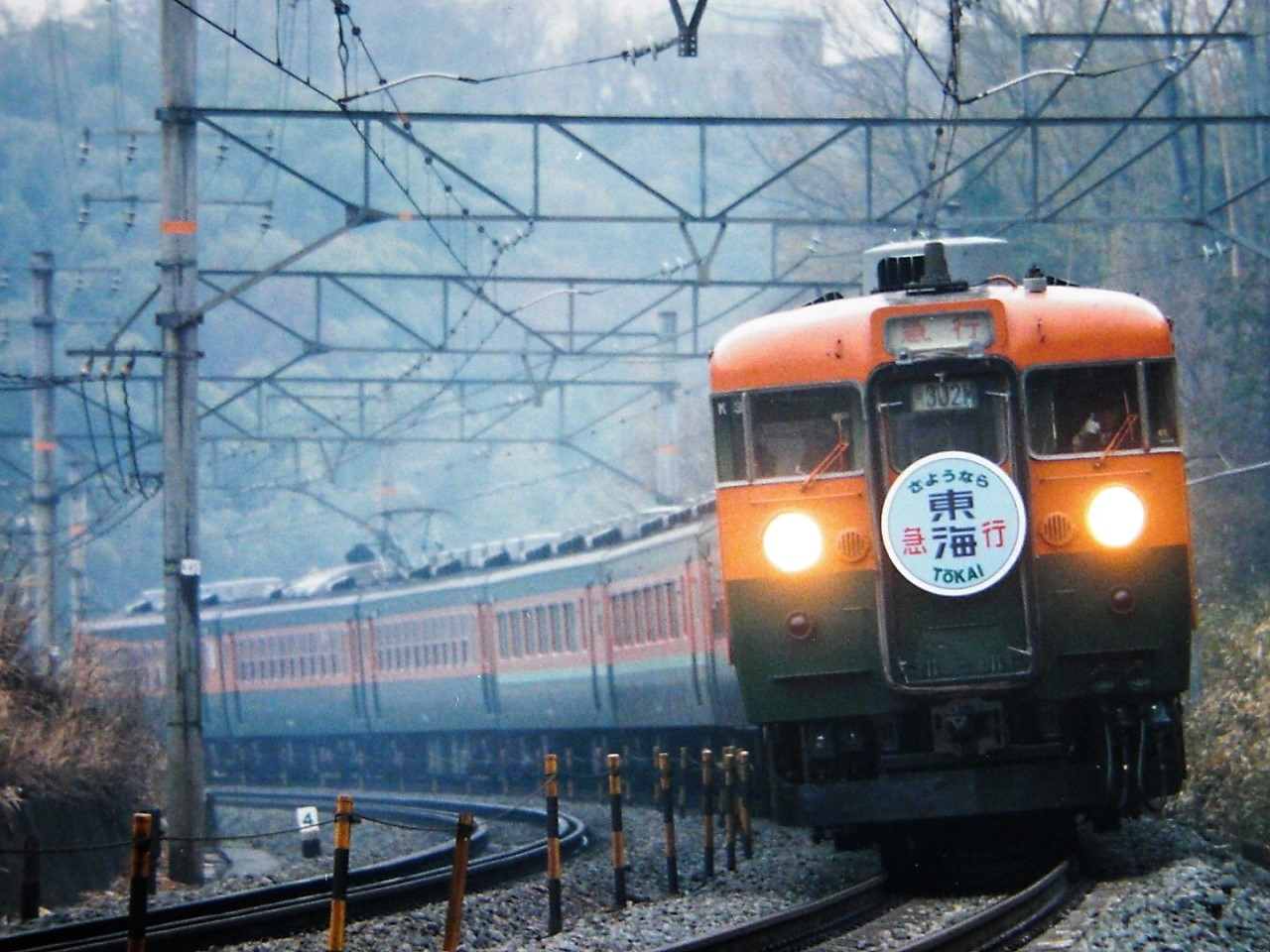
1996年3月15日，為最後一天使用165系運行「東海」列車。當日全日以80系時代的風格運行，在車頭加上了頭標。

### 「東海」成為特急列車
- 1996年（平成8年）3月16日：由於運行「東海」的車輛已經老化，車輛由165系轉為373系，並升級至特急列車[1]。因此，在急行時代連結的自由席綠色車廂不再在「東海」班次上出現。只有在大垣夜行全車指定席與快速「月光長良」上出現[3]。
- 1996年（平成8年）7月25日：與「信濃」「飛驒」一樣，在列車名稱冠上「（闊景）」（Wide View）。
- 2001年（平成13年）3月：在JR東日本區間中，可以使用定期乘車票與自由席特急票（日语：特別急行券）乘坐「東海」列車。在此以前，持有定期乘車票與自由席特急票可以乘坐在來線特急列車，但是「踴子」和「東海」長久以來均不可使用這情況，需另外再購買普通車票才可乘坐。
- 2007年（平成19年）3月18日：「東海」廢止。

## 注腳
1. 1 2  . 交通新聞 (交通新聞社). 2001-04-02: 9.
2. 1 2  『153系電車準急・急行ピックアップ』，94頁
3. ↑  . 弘濟出版社. 1997-05-15: p.125. ISBN 4-330-45697-4.